# 田中翔大
田仲 翔大（たなか しょうた、1986年6月19日 - ）は北海道小樽市出身のスキージャンプ選手。本名は田中翔大であるが2012年から表記を田仲としている。

## プロフィール
- 所属:加森観光＆井原水産
- 全日本ナショナルチーム、オリンピック強化指定選手。
- 小樽市立天神小学校、小樽市立向陽中学校、小樽北照高等学校、フィットスキー、小樽ジャンプクラブ、プライススキークラブ、小樽ジャンプクラブを経て加森観光＆井原水産に所属。
- 2012年より加森観光株式会社と井原水産株式会社の2社とスポンサー契約を結ぶ。

## 人物
- 生まれつき左足に障害（内反足）を抱え、リハビリの一環として2歳でスキーを始める。
- 小樽北照高等学校スキー部時代全日本強化指定選手に選ばれ、インターハイ（全国高校）、国体、全日本ジュニアスキー選手権、ジュニアオリンピックカップと全て優勝し高校タイトルを総舐めし、社会人選手に混じっての優勝経験を持つ。
- 卒業後は船木和喜が所属するフィットスキーに入社するが方針の相違により数ヶ月で退部。以降、小樽ジャンプクラブに所属し、アルバイト等で生計を立てながら競技を継続。
- 世界ジュニア選手権の出場経験なし。トリノオリンピック・札幌世界選手権も落選。
- 2006年に9歳年上の女性と結婚。（朝日新聞より）
- 2007～2008年国内シーズン開幕戦の名寄ピヤシリ大会で社会人初優勝を飾る。年明けの雪印杯でも準優勝し、コンチネンタルカップの遠征組に選出され、自身初の海外戦となった。天候不良による日程変更で当初予定外であった海外でのW杯初出場も経験する。
- ユニークな感性を持つ。自ら作品家と称し、自分のジャンプを作品と表現する。
- 2008年小樽ジャンプクラブから新設されたクラブチーム、プライススキークラブに所属変更。
- 2008シーズンと2009シーズン、2年連続でコンチネンタル杯の日本代表に選出される。
- 自分の実家と地元小樽の先輩である宮平秀治の実家が隣同士である事を自身のブログで語っている。
- 2009年に独学でトレーナーの資格を取得する。（NSCA-CPTパーソナルトレーナー）
- 2010年、2011年シーズン共に国内枠でコンチネンタル杯の代表になり、2011年には韓国で行われたコンチネンタル杯出場も、不調から抜け出せずポイント不獲得で帰国。
- 2010年サマーシーズンより小樽ジャンプクラブに所属を変更。
- 2012年より登録名を「田中翔大」から「田仲翔大」へ変更。
- 2012年より加森観光と井原水産の2社とスポンサー契約を結び、プロ選手となる。（日刊スポーツより）
- 2013年UHB杯ジャンプ大会で優勝、宮様国際大会ラージヒルでも優勝。シーズン2勝を果たす。
- 2013年5季振りに　FISワールドカップ出場。
- 2013年にサマーグランプリに日本代表として初出場するもあと1人の所で決勝進出を逃す。
- 2014年のソチオリンピック強化選手に選考されるも、オリンピック出場は叶わなかった。
- 2014年3月、北海道新聞にて現役引退を発表。その後、自身のブログでも発表する。

## 主な国内大会成績
- 2003.7.19 　第4回札幌市長杯大倉山サマージャンプ大会少年の部　優勝
- 2003.7.26 　第9回全日本名寄ピヤシリサマージャンプ大会　準優勝
- 2003.9.21　 第3回全日本妙高高原サマージャンプ大会少年の部　準優勝
- 2004.3.4  　JOCジュニアオリンピックカップ兼全日本ジュニアスキー選手権　優勝
- 2004.3.14 　第38回雪印杯全日本ジャンプ旭川大会少年の部 優勝
- 2004.7.4  　第24回朝日町全日本サマージャンプ大会少年の部　優勝
- 2004.12.28　第28回全道ノルディック大会高校生の部　優勝
- 2005.2.6  　第54回インターハイ　優勝
- 2005.2.25 　第60回国体少年組　優勝
- 2005.3.16 　JOCジュニアオリンピックカップ兼全日本ジュニアスキー選手権　優勝
- 2005.3.18 　第29回伊藤杯 宮の森ナイタージャンプ大会 優勝
- 2007.12.15　第38回名寄ピヤシリジャンプ大会　優勝
- 2008.1.5 　 第49回雪印杯全日本ジャンプ大会成年組　準優勝
- 2009.1.20　 第64回北海道スキー選手権  準優勝
- 2012.2.15　 第67回国体成年組　準優勝
- 2013.1.6 　 第25回UHB杯ジャンプ大会　優勝
- 2013.3.3　　第84回宮様スキー大会成年組　優勝

## 主な国際大会成績
- 2008　FISワールドカップ zakopane大会　44位
- 2009　FISコンチネンタルカップ 札幌大会　7位
- 2012　FISカップ kuopio大会　8位
- 2013　FISサマーグランプリ 白馬大会　31位
- 2013　FIS第84回宮様スキー大会国際スキー大会　優勝

## 受賞
- 2005　北海道スポーツ賞
- 2005　第22回(財)北海道体育協会賞　受賞